# Championnat du Honduras de football 1978
Navigation
Saison précédente Saison suivante
La LINAFUT 1978 est la treizième édition de la première division hondurienne.
Lors de ce tournoi, le CD Olimpia a tenté de conserver son titre de champion du Honduras face aux neuf meilleurs clubs honduriens.
Chacun des dix clubs participant était confronté trois fois aux neuf autres équipes. Puis les cinq meilleures se sont affrontées lors d'une phase finale à la fin de la saison.
Seulement une place était qualificative pour la Coupe des champions de la CONCACAF et quatre pour la Coupe de la Fraternité.

## Les 10 clubs participants
| \| Tegucigalpa: CD Motagua CD Olimpia Pumas UNAH Deportivo Broncos CD Tiburones CD Marathon Real España Tegucigalpa CD Platense CD Marathon Real España Deportivo Broncos CD Tiburones Tegucigalpa CD Victoria CD Vida CD Victoria CD Vida \| Localisation des clubs engagés dans le championnat. |
| Tegucigalpa: CD Motagua CD Olimpia Pumas UNAH Deportivo Broncos CD Tiburones CD Marathon Real España Tegucigalpa CD Platense CD Marathon Real España Deportivo Broncos CD Tiburones Tegucigalpa CD Victoria CD Vida CD Victoria CD Vida                                                           |

| Club              | Stade                        | Capacité          | Ville          |
| Deportivo Broncos | Stade Fausto Flores Lagos    | 5 000             | Choluteca      |
| CD Marathon       | Stade Yankel Rosenthal       | 15 000            | San Pedro Sula |
| CD Motagua        | Stade Tiburcio Carias Andino | 35 000            | Tegucigalpa    |
| CD Olimpia        | Stade Tiburcio Carias Andino | 35 000            | Tegucigalpa    |
| CD Platense       | Stade Excelsior              | 10 000            | Puerto Cortés  |
| Real España       | Stade Francisco Morazán      | 20 000            | San Pedro Sula |
| CD Tiburones      | Stade inconnu                | Capacité inconnue | Choluteca      |
| Pumas UNAH        | Stade Tiburcio Carias Andino | 35 000            | Tegucigalpa    |
| CD Victoria       | Stade Nilmo Edwards          | 25 000            | La Ceiba       |
| CD Vida           | Stade Nilmo Edwards          | 25 000            | La Ceiba       |

## Compétition
La compétition se déroule en deux phases.
Dans un premier temps, l'ensemble des équipes s'affrontent à trois reprises dans une phase régulière qui compte 27 journées.
Dans un second temps, les cinq premiers participent à la phase pentagonale où chaque club affronte deux fois les quatre autres.
Enfin, si le leader de la phase régulière et le vainqueur de la phase pentagonale sont différents, les deux équipes s'affrontent lors d'une finale pour désigner le champion de la saison.

### Phase régulière
Lors de la phase régulière les dix équipes affrontent à trois reprises les neuf autres équipes selon un calendrier tiré aléatoirement.
Le classement est établi sur l'ancien barème de points (victoire à 2 points, match nul à 1, défaite à 0).
Le départage final se fait selon les critères suivants :
- Le nombre de points.
- Un match de barrage en cas de qualification en jeu.

| Rang | Équipe            | Pts | J  | G  | N  | P  | Bp | Bc | Diff |
| ---- | ----------------- | --- | -- | -- | -- | -- | -- | -- | ---- |
| 1    | CD Motagua        | 38  | 27 | 13 | 12 | 2  | 34 | 16 | +18  |
| 2    | CD Olimpia (T)    | 33  | 27 | 13 | 7  | 7  | 29 | 17 | +12  |
| 3    | Real España       | 27  | 27 | 8  | 11 | 8  | 20 | 17 | +3   |
| 4    | CD Marathon       | 26  | 27 | 7  | 12 | 8  | 26 | 26 | 0    |
| 5    | Deportivo Broncos | 26  | 27 | 5  | 16 | 6  | 17 | 19 | -2   |
| 6    | CD Platense       | 26  | 27 | 8  | 10 | 9  | 21 | 23 | -2   |
| 7    | Pumas UNAH        | 26  | 27 | 8  | 10 | 9  | 17 | 20 | -3   |
| 8    | CD Vida           | 26  | 27 | 7  | 12 | 8  | 23 | 27 | -4   |
| 9    | CD Victoria       | 24  | 27 | 5  | 14 | 8  | 20 | 29 | -9   |
| 10   | CD Tiburones (P)  | 18  | 27 | 4  | 10 | 13 | 20 | 34 | -14  |

| Légende : Qualifications et relégations | Légende : Qualifications et relégations             |
| --------------------------------------- | --------------------------------------------------- |
|                                         | Qualifié pour la phase pentagonale                  |
|                                         | Relégué en Liga Nacional de Ascenso                 |
|                                         | (T) : Tenant du titre (P) : Promu de la saison 1977 |

### La Phase Pentagonale
Le classement est établi sur l'ancien barème de points (victoire à 2 points, match nul à 1, défaite à 0).
Le départage final se fait selon les critères suivants :
- Le nombre de points.
- Un match de barrage en cas de qualification en jeu.

| Rang | Équipe            | Pts | J | G | N | P | Bp | Bc | Diff |
| ---- | ----------------- | --- | - | - | - | - | -- | -- | ---- |
| 1    | Real España       | 13  | 8 | 5 | 3 | 0 | 14 | 6  | +8   |
| 2    | CD Motagua        | 9   | 8 | 4 | 1 | 3 | 12 | 8  | +4   |
| 3    | CD Olimpia (T)    | 8   | 8 | 2 | 4 | 2 | 6  | 5  | +1   |
| 4    | Deportivo Broncos | 8   | 8 | 2 | 4 | 2 | 12 | 13 | -1   |
| 5    | CD Marathon       | 2   | 8 | 0 | 2 | 6 | 3  | 15 | -12  |

| Légende : Qualifications et relégations | Légende : Qualifications et relégations                             |
| --------------------------------------- | ------------------------------------------------------------------- |
|                                         | Coupe des champions de la CONCACAF 1979 (Tours d'entrée non connus) |
|                                         | Coupe de la fraternité 1979 (en) (Phase de groupes)                 |
|                                         | (T) : Tenant du titre                                               |

### Finale
| Match aller     | CD Motagua         | 1:0 | Real España | Stade Tiburcio Carias Andino |  |
| 25 janvier 1979 | Salvador Bernárdez |     |             |                              |  |

| Match retour    | Real España        | 1:4 | CD Motagua                                             | Stade Francisco Morazán                |                                        |
| 28 janvier 1979 | Jimmy James Bailey |     | Luis Reyes · Luis Reyes · Luis Reyes · Ramón Maradiaga | Arbitrage : Carlos Roberto Ortiz Pérez | Arbitrage : Carlos Roberto Ortiz Pérez |

## Bilan du tournoi
| Tableau d'Honneur                   |            |
| Compétition                         | Vainqueur  |
| Liga Nacional de Fútbol de Honduras | CD Motagua |

| Qualifications continentales 1979-1980 |                                                     |
| Coupe des champions de la CONCACAF     | Qualifiés                                           |
| Tours d'entrée non connus              | CD Marathon                                         |
| Coupe de la Fraternité                 | Qualifiés                                           |
| Phase de groupe (en)                   | Real España CD Motagua CD Olimpia Deportivo Broncos |

| Promotions et relégations           |                         |
| Relégué en Liga Nacional de Ascenso | CD Tiburones            |
| Promu de Liga Nacional de Ascenso   | Atlético Portuario (en) |